# 11월 1일
11월 1일은 그레고리력으로 305번째(윤년일 경우 306번째) 날에 해당한다.

## 사건
- 1755년 - 포르투갈 왕국에서 리스본 대지진이 발생하다.
- 1897년 - 조선 한성에서 열린 독립협회 회의에서 서재필, 윤치호의 발의로 노예 해방이 결의되다.
- 1945년 - 오스트레일리아 유엔 가입.
- 1949년 - 조선민주주의인민공화국 조선노동당의 기관지 로동신문 창간.
- 1951년 - 대한민국, 논산에 육군 제2훈련소 창설. (지금의 육군훈련소)
- 1952년 - 미국, 태평양 에니웨톡 섬에서 첫 수소 폭탄 실험.
- 1955년 - 베트남, 베트남 전쟁 발발.
- 1960년 - 조선민주주의인민공화국, 함흥직할시 신설(흥남시 흡수).
- 1981년 - 앤티가 바부다, 영국으로부터 독립
- 2000년 - 세르비아 몬테네그로, 유엔 가입.
- 2005년 - 구마고속도로 달성 2터널에서 미사일 추진체를 싣고 가던 화물차에 불이나 미사일 추진체가 폭발
- 2010년 - 서울특별시교육청 산하 초중고교에서 체벌 전면 금지가 시행됨.

## 문화
- 1897년 - 이탈리아의 축구 클럽 유벤투스 FC 창단.
- 1900년 - 이탈리아의 축구 클럽 US 팔레르모 창단.
- 1905년 - 대한제국, 도량형 신제도 채택.
- 1918년 - 영천역 개역.
- 1936년 - 서대전역 개역.
- 1946년 - 금남 박명규 원장, 전라북도 정읍시에 호남고등학교 설립.
- 1950년 - 영자신문 코리아 타임스가 창간되었다.
- 1976년 - KBS, 여의도 방송 시대 개막.
- 1986년 - 전라남도 광주시, 직할시로 승격.
- 1989년 - KBO 리그 한국시리즈 5차전에서 해태 타이거즈가 빙그레 이글스를 5대 1로 꺾고 시리즈 전적 4승 1패로 통산 5번째 우승을 달성하였다. 1986년 한국시리즈, 1987년 한국시리즈, 1988년 한국시리즈에 이은 4연패이다.
- 1990년 - 신승훈이 1집 《미소 속에 비친 그대》로 데뷔.
- 2002년
  - 2002년 아시아태평양장애인경기대회 폐막.
  - 춘천불교방송 개국.
  - 대한민국에서 시청 가능 연령을 표시하는 드라마 등급 제도가 6개월 간의 유예 기간을 거친 후에, 일제히 시행되었다.
- 2004년 - KBO 리그 한국시리즈 9차전에서 현대 유니콘스가 삼성 라이온즈를 8대 7로 꺾고 시리즈 전적 4승 3무 2패로 통산 4번째 우승을 달성하였다. 2003년 한국시리즈에 이은 2연패이다.
- 2006년 - 경의선에 새마을호가 투입됨. (2009년 6월 30일까지 운행.)
- 2007년 - SM엔터테인먼트 소속 그룹 소녀시대, 첫 정규앨범 "소녀시대" 발매.
- 2010년 - 경부고속철도 2단계 동대구 ~ 신경주, 울산 경유 부산 구간의 영업운전이 시작됨.
- 2012년 - KBO 리그 한국시리즈 6차전에서 삼성 라이온즈가 SK 와이번스를 7대 0으로 꺾고 시리즈 전적 4승 2패로 통산 6번째 우승을 달성하였다. 2011년 한국시리즈에 이은 2연패이다.
- 2013년 - KBO 리그 한국시리즈 7차전에서 삼성 라이온즈가 두산 베어스를 7대 3으로 꺾고 시리즈 전적 4승 3패로 통산 7번째 우승을 달성하였다. 2011년 한국시리즈, 2012년 한국시리즈에 이은 3연패이다.
- 2014년 - 중앙선에 ITX-새마을이 청량리~영주구간에 투입되었다.
- 2022년 - 랄라블라가 17년만에 철수했다.

## 탄생
- 825년 - 신성 로마의 제국 황제 루도비쿠스 2세 이우니오르. (~875년)
- 846년 - 프랑크 왕국의 왕 루도비쿠스 2세 발부스. (~879년)
- 1661년 - 프랑스의 국왕 루이 드 프랑스. (~1711년)
- 1757년 - 이탈리아의 조각가 안토니오 카노바. (~1822년)
- 1871년 - 증산교의 창시자 강일순. (~1909년)
- 1879년 - 헝가리의 정치가 텔레키 팔. (~1941년)
- 1880년 - 독일의 지구물리학자 알프레트 베게너. (~1930년)
- 1894년 - 대한민국의 국무총리 최두선. (~1974년)
- 1903년 - 대한민국의 교육인 윤인구. (~1986년)
- 1911년 - 중화인민공화국의 정치가, 슈퍼센티네리언 시핑. (~2024년)
- 1917년 - 대한민국의 공무원 출신 정치가 이경호. (~1987년)
- 1913년 - 대한민국의 시인 양명문. (~1985년)
- 1930년
  - 대한민국의 군인, 정치인 조재봉. (~2012년)
  - 대한민국의 체육인 안광열. (~2024년)
- 1935년
  - 대한민국의 배우 김성옥. (~2022년)
  - 팔레스타인의 교수, 문학 평론가 에드워드 사이드. (~2003년)
- 1936년 - 대한민국의 배우 오현경.
- 1938년 - 대한민국의 가수 남일해.
- 1939년 - 미국의 배우 바바라 보슨. (~2023년)
- 1941년 - 대한민국의 기업인 신준호.
- 1944년 - 레바논의 총리 라피크 하리리. (~2005년)
- 1946년 - 일본의 가수 쿠보 히로시.
- 1948년 - 대한민국의 목사 박영선.
- 1949년 - 캐나다의 음악 프로듀서 데이비드 포스터.
- 1950년 - 미국의 응용물리학자 로버트 B. 로플린.
- 1952년 - 세르비아의 작가 보라 도르제비치. (~2024년)
- 1953년 - 대한민국의 정치인, 지방의원 한병수. (~2023년)
- 1956년
  - 대한민국의 국악인, 교육자 이호연.
  - 대한민국의 기초단체장이자 민선5기 서울 구로구청장 이성.
- 1957년
  - 대한민국의 정치인 배기철.
  - 미국의 가수 및 배우 라일 로벳.
- 1958년 - 대한민국의 야구 선수 김경문.
- 1959년
  - 대한민국의 배우 안석환.
  - 대한민국의 언론인 김진.
  - 일본의 성우 하라 에리코.
- 1960년
  - 미국의 기업인 팀 쿡.
  - 멕시코 태생 미국의 야구 선수 페르난도 발렌수엘라. (~2024년)
- 1961년 - 미국의 정치인 라이언 징키.
- 1962년 - 대한민국의 정치인 윤한홍.
- 1963년
  - 독일의 배우 카차 리만.
  - 영국의 전 프로 축구 선수 마크 휴스.
- 1964년
  - 미국의 가수 소피 B. 호킨스.
  - 대한민국의 그림책작가 안영란.
- 1965년 - 대한민국의 배우 이진목.
- 1966년 - 잠비아의 권투 선수 키스 음윌라. (~1993년)
- 1967년 - 대한민국의 아나운서 성세정.
- 1968년
  - 대한민국의 배우 박신양.
  - 우즈베키스탄의 스키 선수 리나 체랴조바. (~2019년)
- 1969년
  - 대한민국의 학원인 조진만. (~2001년)
  - 콜롬비아의 축구 심판 오스카르 루이스.
  - 대한민국의 희극인 겸 MC 이병진.
- 1970년 - 미국의 농구 선수 에릭 스폴스트러.
- 1972년
  - 오스트레일리아의 배우 토니 콜렛.
  - 대한민국의 전 축구 선수, 지도자 윤희준.
- 1973년
  - 인도의 배우 아이슈와라 라이.
  - 대한민국의 게임 개발자 김학규.
- 1974년 - 대한민국의 리포터, 전 아나운서 정은영.
- 1975년 - 네덜란드의 스피드 스케이팅 선수 에르번 베네마르스.
- 1976년
  - 미국의 배우 로건 마셜그린.
  - 타이의 배우 앤 통쁘라솜.
- 1977년
  - 대한민국의 배우 박건형.
  - 대한민국의 배우 손상현.
- 1978년
  - 대한민국의 성우 정성훈.
  - 대한민국의 교수, 정치인 한지아.
  - 러시아의 유도 선수 안나 사라예바.
- 1979년
  - 대한민국의 성우 전승화.
  - 일본의 성우 에노모토 아츠코.
  - 대한민국의 가수, 작곡가 조태준.
- 1980년 - 필리핀의 가수 니나.
- 1981년 - 미국의 배우, 성우 및 희극인 맷 L. 존스.
- 1982년
  - 대한민국의 성우 이재범.
  - 대한민국의 배우 장서원.
  - 대한민국의 변호사 손정혜.
- 1983년
  - 대한민국의 배우 오의식.
  - 대한민국의 배우 한다민.
  - 일본의 그라비아 아이돌 오구라 유코.
  - 아일랜드의 배우 대니엘 라이언.
- 1984년
  - 대한민국의 미스코리아, 방송 기자 권은영.
  - 덴마크의 핸드볼 선수 레네 토프트 한센.
- 1985년 - 일본의 작곡가, 베이시스트, 기타리스트 타카하시 료.
- 1986년
  - 대한민국의 희극인 곽범.
  - 대한민국의 정치인 김은주.
- 1987년
  - 대한민국의 야구 선수 장시환.
  - 대한민국의 축구 선수 김명운.
- 1988년
  - 대한민국의 배우 이민지.
  - 일본의 야구 선수 다나카 마사히로.
- 1989년
  - 일본의 아이돌 모로즈카 카나미.
  - 대한민국의 아나운서 고혜윤.
- 1990년 - 대한민국의 연극배우 진예슬.
- 1991년
  - 대한민국의 배우 선웅.
  - 대한민국의 축구 선수 김경민.
  - 대한민국의 체조 선수 조재윤.
  - 일본의 배우 하시모토 타이토.
- 1992년
  - 세르비아의 축구 선수 필리프 코스티치.
  - 일본의 배우 시라스 진.
- 1993년
  - 대한민국의 가수 태호.
  - 일본의 유도 선수 아라이 지즈루.
  - 브라질의 싱어송라이터, 작곡가 파블루 비타르.
- 1994년
  - 대한민국의 축구 선수 김석호.
  - 대한민국의 가수 하늘.
- 1995년
  - 러시아의 리듬 체조 선수 마르가리타 마문.
  - 대한민국의 가수, 작곡가 보이샘.
- 1996년
  - 그리스의 수영 선수 아포스톨로스 흐리스투.
  - 대한민국의 배우 김민재.
  - 대한민국의 가수 이찬원.
  - 대한민국의 범죄자 전청조.
  - 대한민국의 가수 정연 (트와이스).
  - 대한민국의 배우 정우진.
  - 덴마크의 가수 리네 라르센.
  - 미국의 래퍼 릴 피프. (~2017년)
- 1997년
  - 미국의 배우 앨릭스 울프.
  - 대한민국의 가수 정승보 (킹덤).
  - 댜한민국의 야구 선수 이영하.
- 1998년 - 대한민국의 가수, 인터넷 방송인 쵸단. (QWER)
- 1999년 - 대한민국의 가수 건호.
- 2000년
  - 일본의 가수 코코로.
  - 대한민국의 축구 선수 박지원.
- 2001년
  - 대한민국의 가수 윤경.
  - 대한민국의 뮤지컬 배우 홍기범.
  - 일본의 축구 선수 우에나카 아사히.
- 2003년 - 대한민국의 암벽 등반 선수 서채현.
- 2004년 - 대한민국의 가수 김예빈.
- 2008년 - 대한민국의 배우 한서진.
- 2009년 - 일본의 아이돌 미스다 미리네.

## 사망
- 1700년 - 스페인의 국왕 카를로스 2세. (1661년~)
- 1925년 - 대한민국의 학자, 독립운동가 박은식. (1859년~)
- 1974년 - 미국의 야구인 불릿 조 부시. (1892년~)
- 1986년 - 대한민국의 희극인 서영춘. (1928년~)
- 1987년 - 대한민국의 싱어송라이터 유재하. (1962년~)
- 1991년 - 미국의 배우 진 티어니. (1920년~)
- 2015년
  - 미국의 영화배우 프레드 톰프슨. (1942년~)
  - 동독의 정치인 귄터 샤보프스키. (1929년~)
- 2018년 - 아르메니아의 역도 선수 유리 바르다냔. (1956년~)
- 2019년 - 대한민국의 싱어송라이터 함중아. (1952년~)
- 2020년 - 미국의 영화배우 캐롤 아서. (1935년~)
- 2021년
  - 미국의 심리학자, 정신의학자 에런 벡. (1921년~)
  - 브라질의 클래식피아니스트 넬슨 프레이레. (1944년~)
- 2023년 - 대한민국의 정치학자 이인수. (1931년~)
- 2024년
  - 일본의 문학자 니시오 간지. (1935년~)
  - 대한민국의 기업인 이임택. (1940년~)

## 기념일
- 세계 비건의 날(World Vegan Day)
- 모든 성인 대축일(All Saints' Day)
- 국립 들소의 날: 미국
- 잡지의 날: 대한민국

## 같이 보기
- 전날: 10월 31일 다음날: 11월 2일 - 전달: 10월 1일 다음달: 12월 1일
- 음력: 11월 1일
- 모두 보기